# 슈틸레 힐페
전쟁포로와 억류자에 대한 침묵 지원(Die Stille Hilfe für Kriegsgefangene und Internierte) 줄여서 슈틸레 힐페(Stille Hilfe)는 체포, 사형수, 그리고 도망친 SS 대원들을 위한 구호 단체로, 헬레네 엘리자베트 폰 이젠부르크 공녀(1900~1974)가 1951년에 설립한 재향군인회 HIAG와 유사하다. 이 단체는 신나치주의자들을 격려하고 지지한다는 비판을 받아 왔다. 또한 비밀에 싸여 있다는 악명을 얻었고, 이로 인해 추측의 대상이 되고 있다.